# Военная Добровольческая медаль
Военная Добровольческая медаль — государственная награда Польской Республики.

## История
Медаль вместе с Военным Добровольческим крестом был учрежден указом Президента Польской Республики от 15 июня 1939 года.

## Положение
Медаль предназначалась для награждения гражданских лиц, добровольно участвовавших в войне 1918—1921 годов в составе Войска Польского не менее одного месяца.

## Описание

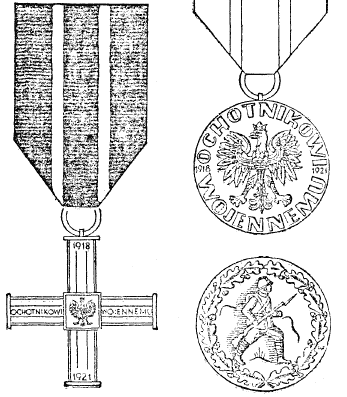
Добровольческий крест и Добровольческая медаль (аверс и реверс)

Медаль круглая диаметром 35 мм. Изготавливать её предполагалось из оксидированной под серебро стали.
На лицевой стороне медали, в центре, помещено рельефное изображение коронованного орла. По окружности медали надпись выпуклыми буквами: в верхней части: «OCHOTNIKOWI», в нижней - «WOJENNEMU». В промежутках между словами проставлены даты: слева - «1918», справа - «1921».
На оборотной стороне медали рельефное изображение солдата в каске и с винтовкой в руке. Изображение солдата по окружности обрамлял венок из дубовых листьев.
По окружности с обеих сторон медаль окаймлена бортиком.

## Лента
Лента красного цвета с двумя белыми продольными полосками посередине. Ширина ленты 37 мм, ширина белых полосок 3 мм.